# یواس‌اس آبزرور (ای‌ام‌سی-۹۱)
یواس‌اس آبزرور (ای‌ام‌سی-۹۱) (به انگلیسی: USS Observer (AMc-91)) یک کشتی بود که طول آن ۹۷ فوت ۱ اینچ (۲۹٫۵۹ متر) بود. این کشتی در سال ۱۹۴۲ ساخته شد.